# HMS Bonaventure (1650)
La HMS President venne varata come fregata da 38 cannoni del quarto rango nel 1650 nei Cantieri di Depthford da Peter Pett I per la marina del Commonwealth of England.

## Servizio
Come President partecipò alla battaglia di Goodwin Sands come ammiraglia dello squadrone di Anthony Young.
Dopo la Restaurazione del 1660, venne ribattezzata HMS Bonaventure in ricordo della precedente omonima costruita nel 1653 saltata in aria tre anni prima. Venne allargata nel 1663, e riarmata nel 1677 con 48 cannoni. Nel 1683 venne sottoposta alla prima ricostruzione, quindi rimessa in servizio come nave di linea da 40 cannoni del quarto rango, di vari calibri. La Bonaventure venne ancora ricostruita nel 1699 ai Cantieri di Woolwich, ancora come quarto rango con tra 46 e 54 cannoni. La sua terza ricostruzione ebbe luogo ancora ai Cantieri di Chatham, questa volta come nave da 50 cannoni sempre del quarto rango secondo il 1706 Establishment, varata ancora il 19 settembre 1711, con cannoni da 18 libbre sul ponte inferiore, cannoni da 9 libbre nel ponte superiore e vari altri sui castelli di prua e di poppa. Venne poi ribattezzata HMS Argyll prima della Insurrezione giacobita del 1715, ed il 27 gennaio 1720 venne reinviata a Woolwich per quella che sarà la quarta ricostruzione. Rimessa in servizio ancora come nave da 50 cannoni con le Disposizioni del 1719 il 5 luglio 1722, trascorse buona parte del suo servizio nelle acque domestiche o nell'Oceano Atlantico. venne impiegata in compiti di blocco durante la Guerra di successione austriaca, e nel 1741 la Argyll catturò cinque mercantili costieri spagnoli, e con l'assistenza di due altre navi da guerra liberò cinque navi da guerra britanniche catturate che erano trattenute nel nord-ovest della Spagna.
Nel 1742 la Argyll venne assegnata ai compiti di scorta ai convogli della Compagnia delle Indie (le cui navi erano soprannominate  East Indiaman) da St. Helena all'Inghilterra. Nel 1745 ritornò in Gran Bretagna con la scorta ad un convoglio e venne radiata nel 1746. Dopo la conclusione della guerra del 1748, la Argyll venne trainata ad Harwich ed affondata come parte di un frangiflutti.

## Eredità
Il nome President venne portato in seguito nella Royal Navy da una fregata statunitense catturata, la USS President, mentre una HMS Bonaventure fu un incrociatore affondato all'inizio della seconda guerra mondiale dal sommergibile italiano Ambra al largo di Creta